# العلاقات الغامبية الميكرونيسية
العلاقات الغامبية الميكرونيسية هي العلاقات الثنائية التي تجمع بين غامبيا وولايات ميكرونيسيا المتحدة.

## مقارنة بين البلدين
هذه مقارنة عامة ومرجعية للدولتين:
| وجه المقارنة                                              | غامبيا       | ولايات ميكرونيسيا المتحدة |
| --------------------------------------------------------- | ------------ | ------------------------- |
| المساحة (كم2)                                             | 11.30 ألف    | 702                       |
| عدد السكان (نسمة)                                         | 2.10 مليون   | 105.54 ألف                |
| الكثافة السكانية (ن./كم²)                                 | 185.84       | 15.03 ألف                 |
| العاصمة                                                   | بانجول       | باليكير                   |
| اللغة الرسمية                                             | لغة إنجليزية | لغة إنجليزية              |
| العملة                                                    | دالاسي غامبي | دولار أمريكي              |
| الناتج المحلي الإجمالي (بليون دولار)                      | 1.01 مليار   | 336.43 مليون              |
| الناتج المحلي الإجمالي (تعادل القوة الشرائية) بليون دولار | 3.34 مليار   | 365.27 مليون              |
| الناتج المحلي الإجمالي الاسمي للفرد دولار أمريكي          | 471          | 3.02 ألف                  |
| الناتج المحلي الإجمالي للفرد دولار أمريكي                 |              |                           |
| مؤشر التنمية البشرية                                      | 0.441        | 0.640                     |
| رمز المكالمات الدولي                                      | +220         | +691                      |
| رمز الإنترنت                                              | .gm          | .fm                       |
| المنطقة الزمنية                                           | 00           |                           |

## منظمات دولية مشتركة
يشترك البلدان في عضوية مجموعة من المنظمات الدولية، منها:
| علم المنظمة | اسم المنظمة                                 | تاريخ انضمام غامبيا | تاريخ انضمام ولايات ميكرونيسيا المتحدة |
| ----------- | ------------------------------------------- | ------------------- | -------------------------------------- |
|             | مؤسسة التنمية الدولية                       | 18 أكتوبر 1967      | 24 يونيو 1993                          |
|             | مؤسسة التمويل الدولية                       | 19 سبتمبر 1983      | 24 يونيو 1993                          |
|             | منظمة حظر الأسلحة الكيميائية                | ?                   | ?                                      |
|             | الأمم المتحدة                               | 21 سبتمبر 1965      | 17 سبتمبر 1991                         |
|             | الاتحاد الدولي للاتصالات                    | 27 مايو 1974        | 18 مارس 1993                           |
|             | البنك الدولي للإنشاء والتعمير               | 18 أكتوبر 1967      | 24 يونيو 1993                          |
|             | مجموعة دول أفريقيا والكاريبي والمحيط الهادئ | ?                   | ?                                      |
|             | المركز الدولي لتسوية المنازعات الاستشارية   | 26 يناير 1975       | 24 يوليو 1993                          |
|             | وكالة ضمان الاستثمار متعدد الأطراف          | 11 سبتمبر 1992      | 11 أغسطس 1993                          |
|             | يونسكو                                      | 1 أغسطس 1973        | 19 أكتوبر 1999                         |

## وصلات خارجية
- موقع وزارة الخارجية الغامبية